# 凯特·麦克唐纳
凯特·麦克唐纳（英語：Kate McDonald，2000年8月1日—），澳大利亚女子竞技体操运动员。她曾代表澳大利亚参加2022年英联邦运动会体操比赛，获得女子平衡木金牌和女子团体全能银牌。